# سالفاتوري كاروسو
سالفاتوري كاروسو (بالإيطالية: Salvatore Caruso)‏ هو لاعب كرة مضرب إيطالي، ولد في 15 ديسمبر 1992 في أفولا في إيطاليا.

## وصلات خارجية
- سالفاتوري كاروسو على موقع رابطة محترفي التنس (الإنجليزية)
- سالفاتوري كاروسو على موقع الاتحاد الدولي لكرة المضرب (الإنجليزية)
- سالفاتوري كاروسو على موقع خلاصة التنس.كوم (الإنجليزية)
- سالفاتوري كاروسو على موقع إي إس بي إن.كوم (الإنجليزية)